# Irem M-97
Irem M-97 es una Placa de arcade creada por Irem destinada a los salones arcade.

## Descripción
El Irem M-97 fue lanzada por Irem en 1992.
Posee un procesador V30 a 8 MHz , en el audio estaba a cargo el  Z80 a 3.579545 MHz  manejando un chip de sonido YM2151 trabajando a 3.579545 MHz.
En esta placa funcionaron 4 títulos.

## Especificaciones técnicas

### Procesador
- V30 a 8 MHz

### Audio
- Z80 a 3.579545 MHz

Chips de Sonido:
- - YM2151 trabajando a 3.579545 MHz

## Lista de videojuegos
- Bomber Man World / Atomic Punk 2 / New Dyna Blaster Global Quest / New Atomic Punk Global Quest
- Match It II / Shisensho II
- Quiz F1 1.2 Finish
- Risky Challenge / Gussun Oyoyo